# 大鐘賞
大鐘賞（：／ Dae Jong Sang）是自1962年起舉辦的韓國年度電影頒獎典禮，有「韓國奧斯卡獎」之稱。它是韩国最具影响力和权威的电影颁奖礼之一，与韩国青龙电影奖和韩国百想艺术大赏并称韩国三大电视电影奖。

## 概要
大鐘賞是由韓國政府參與策劃的電影領域的唯一頒獎典禮，從1958年開始，根據文教部（現在的教育部）實施的「國產電視獎」第二屆後開始，由公報部（現在的文觀部）主辦的同時，1961年將名稱改換成「大鐘獎」，1962年由韓國映畫人協會、中央日報和SBS主辦了第一屆的頒獎典禮。其後的1969年第八屆和1970年第九屆將名稱改為大韓民國文化藝術獎（電影領域），1971年第十屆開始，再次將名稱改回大鐘賞，並延續到今日。
第12-17屆（1973-1978年），由文公部和電影振興公社共同主辦，第18-24屆是由電影振興公社獨自進行主辦，第25屆（1986年）則再次由電影人協會和電影振興公社共同主辦，從這時開始，社會團體法人「電影人協會」正式參與。第30屆（1992年）開始有民間企業的參與，三星集團負責財政的後援。之後，活動主辦也以電影人協會和三星集團共同舉辦。第32屆（1994年）開始，三星相關的文化財團組織「三星美術文化財團」代替三星集團參與，變成和電影人協會一起共同主辦電影節。
頒獎典禮舉辦之初由優秀作品、導演、演技、拍攝、音樂、美術、角本等18個部門連結在一起進行頒獎。1973年的第12屆開始，優秀作品獎外，又增設了最優秀作品獎和優秀反共電影獎等共22個部門。1989年再次追加了功勞獎等四個部門，曾頒發超過26個獎項。
2002年，日本演員仲村亨在電影《2009失去的記憶》裡的精彩演出讓他成為大鐘賞首位非韓國籍得主。

## 獎項
| - 最優秀作品奖 - 導演奖 - 男主角奖 - 女主角奖 - 男配角奖 - 女配角奖 - 新人導演奖 - 新人男演員奖 - 新人女演員奖 - 人气奖 - 功劳奖 | - 策劃奖 - 劇本奖 - 攝影奖 - 照明奖 - 編輯奖 - 影像技術奖 - 音響技術奖 - 音樂奖 - 美術奖 - 衣著奖 |

## 已取消獎項
| - 文化電影獎 - 優秀反共電影獎（後改為反共電影獎） - 反共電影劇本獎 - 啟蒙電影獎（後改為啟蒙部門電影獎） - 優秀外語電影輸入獎（後改為優秀外語電影獎） - 健全電影獎 - 優秀電影獎 - 文化電影導演獎 - 文化電影攝影獎 - 文化電影編輯獎 | - 最優秀文化電影獎 - 優秀文化電影獎 - 安保部門電影獎 - 文藝部門電影獎 - 改编劇本獎 - 錄音獎 - 音響效果獎 - 新人技術獎 - 童星獎 - 新人劇本獎 - 特殊效果獎 |

## 历届获奖者
| 歷屆获奖者        | 歷屆获奖者                     | 歷屆获奖者                             | 歷屆获奖者                    | 歷屆获奖者                        | 歷屆获奖者                     | 歷屆获奖者                         | 歷屆获奖者                                           | 歷屆获奖者                                               |
| 年度（届数）      | 最優秀作品                     | 男主角                                 | 女主角                        | 导演                              | 男配角                         | 女配角                             | 新人男演員                                           | 新人女演員                                               |
| ----------------- | ------------------------------ | -------------------------------------- | ----------------------------- | --------------------------------- | ------------------------------ | ---------------------------------- | ---------------------------------------------------- | -------------------------------------------------------- |
| 1962年 （第1届）  | 燕山君                         | 申榮均 《燕山君》                      | 崔银姬 《常綠樹》             | 空缺                              | 李艺春 《玄海滩知道了》        | 韓銀珍 《燕山君》                  | 空缺                                                 | 空缺                                                     |
| 1963年 （第2届）  | 烈女门                         | 申榮均 《烈女门》                      | 都琴峰 《新房》               | 俞賢穆 《无私奉献》               | 朴魯植 《秦始皇与万里长城》    | 黄贞顺 《新房》                    | 空缺                                                 | 空缺                                                     |
| 1964年 （第3届）  | 血脉                           | 金勝鎬 《血脉》                        | 黄贞顺 《血脉》               | 李晚熙 《一去不回的海兵》         | 金喜甲 《米》                  | 崔智姬 《金药局的女儿们》          | 空缺                                                 | 空缺                                                     |
| 1965年 （第4届）  | 哑巴三龙                       | 申榮均 《妲己》                        | 崔银姬 《清日战争和女杰闵妃》 | 申相玉 《哑巴三龙》               | 朴魯植 《清日战争和女杰闵妃》  | 尹仁子 《红巾特攻队》              | 空缺                                                 | 空缺                                                     |
| 1966年 （第5届）  | 渔村                           | 金振奎 《太阳再次升起》                | 崔银姬 《童养媳》             | 俞賢穆 《殉教者》                 | 崔湳鉉 《秋风岭》              | 黄贞顺 《渔村》                    | 空缺                                                 | 空缺                                                     |
| 1967年 （第6届）  | 归路                           | 朴魯植 《告发》                        | 文貞淑 《归路》               | 金洙容 《雾》                     | 尹一峰 《爱河》                | 朱曾女 《满船》                    | 空缺                                                 | 空缺                                                     |
| 1968年 （第7届）  | 大院君                         | 申星一 《理想的翅膀》                  | 文姬 《该隐的后裔》           | 申相玉 《大院君》                 | 朴魯植 《该隐的后裔》          | 黄贞顺 《妈妈的日记》              | 空缺                                                 | 空缺                                                     |
| 1971年 （第10届） | 空缺                           | 张东辉 《大战场》                      | 尹靜姬 《糞禮記》             | 俞賢穆 《糞禮記》                 | 崔戊龍 《末代王太子英亲王》    | 史美子 《糞禮記》                  | 空缺                                                 | 空缺                                                     |
| 1972年 （第11届） | 义士安重根                     | 黃海 《平壤爆擊隊》                    | 高银儿 《儿媳》               | 申相玉 《平壤爆擊隊》             | 金喜甲 《小梦想开花的时候》    | 都琴峰 《小梦想开花的时候》        | 空缺                                                 | 空缺                                                     |
| 1973年 （第12届） | 红衣将军                       | 南宫远 《多情多恨》                    | 尹妍景 《悲恋的哑巴三龙》     | 崔薰 《水仙花》                   | 朴巖 《烈宫女》                | 崔仁淑 《悲恋的哑巴三龙》          | 空缺                                                 | 空缺                                                     |
| 1974年 （第13届） | 土地                           | 朴根瀅 《李仲燮》                      | 金芝美 《土地》               | 金洙容 《土地》                   | 許長江 《花丧女》              | 都琴峰 《土地》                    | 空缺                                                 | 空缺                                                     |
| 1975年 （第14届） | 火花                           | 河明中 《火花》                        | 金芝美 《肉体的约束》         | 李晚熙 《森浦之路》               | 金振奎 《森浦之路》            | 朴正子 《肉体的约束》              | 空缺                                                 | 空缺                                                     |
| 1976年 （第15届） | 母亲                           | 申一龍 《阿拉伯的日落》                | 崔敏姬 《雨中的恋人们》       | 薛泰湖 《元山工作》               | 张东辉 《母亲》                | 太贤实 《元山工作》                | 空缺                                                 | 空缺                                                     |
| 1977年 （第16届） | 乱中日记                       | 金振奎 《乱中日记》                    | 尹美羅 《古家》               | 崔寅炫 《执念》                   | 尹一峰 《草坟》                | 鲜于龙女 《山火》                  | 空缺                                                 | 空缺                                                     |
| 1978年 （第17届） | 警察官                         | 河明中 《族谱》                        | 高银儿 《寡妇》               | 林權澤 《族谱》                   | 崔佛岩 《世宗大王》            | 文貞淑 《警察官》                  | 空缺                                                 | 空缺                                                     |
| 1979年 （第18届） | 没有旗帜的旗手                 | 崔佛岩 《奔跑吧满锡》                  | 俞知仁 《挖参》               | 鄭鎭宇 《挖参》                   | 黃海 《挖参》                  | 鄭愛蘭 《乙火》                    | 空缺                                                 | 空缺                                                     |
| 1980年 （第19届） | 人的儿子                       | 李大根 《布谷鸟也在夜晚哭泣》          | 丁允姬 《布谷鸟也在夜晚哭泣》 | 李长镐 《风吹好日子》             | 全茂松 《曼陀罗》              | 金炯子 《布谷鸟也在夜晚哭泣》      | 空缺                                                 | 空缺                                                     |
| 1981年 （第20届） | 被邀请的人们                   | 南宫远 《皮膜》                        | 丁允姬 《哭泣的鹦鹉》         | 林權澤 《曼陀罗》                 | 朴巖 《地震》                  | 金信哉 《哭泣的鹦鹉》              | 空缺                                                 | 空缺                                                     |
| 1982年 （第21届） | 低处见面                       | 安圣基 《哲人》                        | 金甫娟 《底层市民》           | 李长镐 《低处见面》               | 金熙羅 《底层市民》            | 空缺                               | 空缺                                                 | 空缺                                                     |
| 1983年 （第22届） | 女人残酷史                     | 安圣基 《雾中乡景》                    | 张美姬 《赤道之花》           | 李斗鏞 《纺车》                   | 金熙羅 《火之女》              | 高斗心 《嫉妒》                    | 空缺                                                 | 空缺                                                     |
| 1984年 （第23届） | 恣女木                         | 尹一峰 《他饿了》                      | 李美淑 《那年冬天很温暖》     | 郑镇宇 《恣女木》                 | 金茂生 《那个幽深的地方》      | 朴正子 《恣女木》                  | 空缺                                                 | 空缺                                                     |
| 1985年 （第24届） | 母亲安魂曲                     | 安圣基 《深蓝色的夜晚》                | 金芝美 《别离泪》             | 裴昶浩 《深蓝色的夜晚》           | 罗基洙 《火女村》              | 韓銀珍 《阿信》                    | 空缺                                                 | 空缺                                                     |
| 1986年 （第25届） | 雾柱                           | 李瑩河 《雾柱》                        | 崔明吉 《雾柱》               | 林權澤 《票》                     | 申星一 《月光猎人》            | 李惠英 《冬日浪人》                | 崔宰誠 《李长镐的外人球团》 姜碩鉉《年轻没有后悔晚》 | 全世暎 《票》                                            |
| 1987年 （第26届） | 燕山日记                       | 李瑩河 《我们现在去日内瓦》            | 姜受延 《我们现在去日内瓦》   | 林權澤 《燕山日记》               | 李大根 《土豆》                | 金炯子 《土豆》                    | 金世俊 《青春素描》                                  | 申惠琇 《白痴阿达》 千恩京《盐商》                       |
| 1989年 （第27届） | 揭谛揭谛婆罗揭谛               | 李德华 《回忆的名字》                  | 姜受延 《揭谛揭谛婆罗揭谛》   | 金镐善 《首尔彩虹》               | 韓支壹 《揭谛揭谛婆罗揭谛》    | 金芝美 《回忆的名字》              | 李東濬 《首尔彩虹》                                  | 崔秀知 《伤口》 姜利奈《首尔彩虹》                       |
| 1990年 （第28届） | 堕落天使                       | 申星一 《處刑警察》                    | 姜受延 《堕落天使》           | 張吉秀 《堕落天使》               | 金熙羅 《公鸡》                | 柳惠利 《短暂的爱情》              | 安承勋 《火之国》                                    | 崔有羅 《公鸡》                                          |
| 1991年 （第29届） | 年轻时的肖像                   | 李瑩河 《只因你是女子》                | 元美京 《只因你是女子》       | 郭志均 《年轻时的肖像》           | 朴根滢 《谁见过龙的脚趾甲？》  | 裴宗玉 《年轻时的肖像》            | 朴尚民 《将军的儿子》                                | 金成铃 《谁见过龙的脚趾甲？》 崔真实《我的愛，我的新娘》 |
| 1992年 （第30届） | 開辟                           | 李德華 《開辟》                        | 张美姬 《死的讚美》           | 金镐善 《死的讚美》               | 李璟榮 《死的讚美》            | 李惠英 《明子、秋子、索尼亚》      | 申鉉濬 《将军的儿子2》                               | 李娥路 《天国的阶梯》                                    |
| 1993年 （第31届） | 西便制                         | 李德華 《我要活下来》                  | 沈惠珍 《結婚物語》           | 林權澤 《西便制》                 | 李璟榮 《白色战争》            | 李美妍 《雪花》                    | 金圭哲 《西便制》                                    | 吴贞孩 《西便制》                                        |
| 1994年 （第32届） | 两个女人的故事                 | 安圣基 《特警冤家》 朴重勋《特警冤家》 | 尹靜姬 《厚颜无耻的人》       | 张善宇 《华严经》                 | 申星一 《蒸发》                | 南秀晶 《两个女人的故事》          | 金炳世 《玫瑰的日子》                                | 尹宥善 《两个女人的故事》 金静敏《乐曲之恋》             |
| 1995年 （第33届） | 永远的帝国                     | 金甲洙 《太白山脉》                    | 崔真实 《杀妻秘笈》           | 朴鐘元 《永远的帝国》             | 崔鍾元 《永远的帝国》          | 鄭璟淳 《太白山脉》                | 李政宰 《年轻男子》                                  | 郑善敬 《把我献给你》 陳熙瓊《指甲》                     |
| 1996年 （第34届） | 灰叶剑麻                       | 崔民秀 《怒火风云》                    | 沈惠珍 《隔世琴缘》           | 金镐善 《灰叶剑麻》               | 金日宇 《灰叶剑麻》            | 金清 《灰叶剑麻》                  | 李炳宪 《汉城大逃亡》                                | 李知恩 《锦红啊，锦红啊》 李贞贤《花瓣》                 |
| 1997年 （第35届） | 伤心街角恋人                   | 韩石圭 《绿鱼》                        | 沈惠珍 《绿鱼》               | 郑智泳 《爱的赌注》               | 任昌丁 《心跳》                | 郑璟淳 《娼》                      | 宋康昊 《NO.3》                                      | 全道嬿 《伤心街角恋人》                                  |
| 1999年 （第36届） | 美丽的时节                     | 崔岷植 《生死谍变》                    | 沈银河 《美术馆旁的动物园》   | 李光模 《美丽的时节》             | 郑进永 《约定》                | 李美妍 《女高怪谈》                | 李成宰 《美术馆旁的动物园》                          | 金仑珍 《生死谍变》                                      |
| 2000年 （第37届） | 薄荷糖                         | 崔民秀 《幽灵》                        | 全道嬿 《我记忆中的风琴》     | 李滄東 《薄荷糖》                 | 朱镇模 《Happy End》           | 金丽珍 《薄荷糖》                  | 薛耿求 《薄荷糖》                                    | 李在銀 《黄头发》 河智苑《真实游戏》                     |
| 2001年 （第38届） | JSA安全地帶                    | 宋康昊 《JSA安全地帶》                 | 高素荣 《一天》               | 韩智胜 《一天》                   | 鄭殷杓 《双生警贼》            | 尹素貞 《一天》                    | 柳承范 《没好死》                                    | 李恩宙 《处女心经》                                      |
| 2002年 （第39届） | 爱·回家                        | 薛耿求 《公共之敵》                    | 全智贤 《我的野蛮女友》       | 宋海星 《白兰》                   | 仲村亨 《2009失去的记忆》      | 方銀珍 《收件人不详》              | 李宗秀 《新罗月夜》                                  | 徐莞 《坏男人》                                          |
| 2003年 （第40届） | 杀人回忆                       | 宋康昊 《杀人回忆》                    | 李美妍 《中毒》               | 奉俊昊 《杀人回忆》               | 白润植 《拯救绿色星球！》      | 宋玧妸 《光复节特赦》              | 权相佑 《我的野蛮女教师》                            | 孫藝真 《假如爱有天意》                                  |
| 2004年 （第41届） | 春去春又来                     | 崔岷植 《老男孩》                      | 文素利 《风流家族》           | 朴赞郁 《老男孩》                 | 許峻豪 《实尾岛风云》          | 金佳妍 《洪班长》                  | 金来沅 《我的小小新娘》                              | 文瑾莹 《我的小小新娘》                                  |
| 2005年 （第42届） | 我的马拉松                     | 曹承佑 《我的马拉松》                  | 金憓秀 《无颜美女》           | 宋海星 《力道山》                 | 黃晸玟 《甜蜜人生》            | 罗文姬 《哭泣的拳头》              | 高洙 《预知感能》                                    | 李清娥 《狼的诱惑》                                      |
| 2006年 （第43届） | 王的男人                       | 甘宇成 《王的男人》                    | 全道嬿 《你是我的命运》       | 李濬益 《王的男人》               | 柳海真 《王的男人》            | 姜惠贞 《欢迎来到东莫村》          | 李准基 《王的男人》                                  | 秋瓷炫 《死生决断》                                      |
| 2007年 （第44届） | 家族的诞生                     | 安圣基 《广播明星》                    | 金亚中 《丑女大翻身》         | 奉俊昊 《汉江怪物》               | 金允錫 《老千》                | 沈慧珍 《国境之南》                | 柳德焕 《天下壮士麦当娜》                            | 赵怡真 《国境之南》                                      |
| 2008年 （第45届） | 追击者                         | 金允錫 《追击者》                      | 金仑珍 《Seven Days》         | 羅泓軫 《追击者》                 | 刘俊相 《回归》                | 金海淑 《无防备都市》              | 丹尼尔·海尼 《我的父亲》                             | 韩艺瑟 《八面玲珑的申小姐》                              |
| 2009年 （第46届） | 神機箭                         | 金明民 《我的爱在我身边》              | 秀爱 《君在远方》             | 金容华《国家代表》                | 晋久 《非常母親》              | 金姈爱 《爱子》                    | 姜至奂 《七级公务员》                                | 金花雨 《绿头苍蝇》                                      |
| 2010年 （第47届） | 诗                             | 元斌 《孤胆特工》                      | 尹靜姬 《诗》                 | 康祐硕 《青苔：死亡异域》         | 金熙罗 《诗》 宋诗曦《方子传》 | 尹汝贞 《下女》                    | 郑宇 《风》                                          | 李珉廷 《大鼻子情圣：恋爱操作团》                        |
| 2011年 （第48届） | 高地戰                         | 朴海日 《最终兵器弓》                  | 金荷娜 《盲证》               | 姜炯哲 《阳光姐妹淘》             | 赵成夏 《黃海》                | 沈恩敬 《浪漫天堂》                | 李帝勳 《守望者》                                    | 文彩元 《最终兵器弓》                                    |
| 2012年 （第49届） | 光海，成为王的男人             | 李炳宪 《光海，成为王的男人》          | 赵敏修 《聖殤》               | 秋昌民 《光海，成为王的男人》     | 柳承龙 《光海，成为王的男人》  | 金海淑 《盗贼同盟》                | 金成均 《邻居》                                      | 金高恩 《银娇》                                          |
| 2013年 （第50届） | 观相                           | 柳承龙 《7号房的礼物》 宋康昊《观相》  | 严正化 《蒙太奇》             | 韩在林 《观相》                   | 曹政奭 《观相》                | 张英南 《狼少年》                  | 金秀贤 《隐秘而伟大》                                | 徐恩雅 《勾当》                                          |
| 2014年 （第51届） | 鳴梁                           | 崔岷植 《鳴梁》                        | 孫藝真 《海賊：汪洋爭霸》     | 金成勳 《走到尽头》               | 柳海真 《海賊：汪洋爭霸》      | 金姈爱 《辩护人》                  | 朴有天 《海雾》                                      | 林智妍 《人间中毒》                                      |
| 2015年 （第52届） | 國際市場                       | 黃晸玟 《國際市場》                    | 全智賢 《暗殺》               | 尹濟均 《國際市場》               | 吴达庶 《國際市場》            | 金海淑 《思悼》                    | 李敏镐 《江南1970》                                  | 李宥英 《晚春》                                          |
| 2016年 （第53届） | 局内者们 내부자들              | 李炳宪 《局内者们》                    | 孫藝真 《德惠翁主》           | 禹民鎬 《局内者们》               | 嚴泰九 《密探》                | 罗美兰 《德惠翁主》                | 郑家蓝 《4等》                                       | 金焕熙 《哭聲》                                          |
| 2017年 （第54届） | 計程車司機 택시운전사          | 薛耿求 《不汗黨：壞傢伙們的世界》      | 崔嬉序 《朴烈》               | 李濬益 《朴烈》                   | 裴晟佑 《The King》            | 金素真 《The King》                | 朴敘俊 《青年警察》                                  | 崔嬉序 《朴烈》                                          |
| 2018年 （第55届） | 燃燒烈愛 버닝                  | 黃晸玟、李聖旻 《北風》                | 羅文姬 《I Can Speak》        | 張俊煥 《1987：黎明到來的那一天》 | 金柱赫 《信徒》                | 陳瑞妍 《信徒》                    | 李嘉燮 《暴力的種子》                                | 金多美 《魔女首部曲：誕生》                              |
| 2020年 （第56届） | 寄生上流 기생충                | 李炳憲 《白頭山：半島浩劫》            | 鄭有美 《82年生的金智英》     | 奉俊昊 《寄生上流》               | 陳善奎 《雞不可失》            | 李姃垠 《寄生上流》                | 丁海寅 《愉悅的音樂專輯》                            | 全汝彬 《負罪少女》                                      |
| 2022年（第58届）  | 分手的決心헤어질 결심          | 朴海日《分手的決心》                   | 廉晶雅《給自己的情歌》        | 卞成賢《影子造王者》              | 卞約漢《韓山島海戰》           | 林潤娥《秘密任務2：International》 | 無真星《作家我就爛》                                 | 金惠奫《推土機上的少女》                                 |
| 2023年（第59届）  | 混凝土烏托邦 콘크리트 유토피아 | 李炳憲 《混凝土烏托邦》                | 金瑞亨 《塑料大棚》           | 柳承完 《神鬼海底撈》             | 吳正世 《蜘蛛網》              | 金善映 《混凝土烏托邦》            | 金宣虎 《貴公子》                                    | 金施恩 《下一個素熙》                                    |